# 10 000 mètres masculin aux Jeux olympiques d'été de 1972
Navigation
Mexico 1968 Montréal 1976
L'épreuve du 10 000 mètres masculin aux Jeux olympiques de 1972 s'est déroulée les 31 août et 3 septembre 1972 au Stade olympique de Munich, en République fédérale d'Allemagne.  Elle est remportée par le Finlandais Lasse Virén qui établit un nouveau record du monde en 27 min 38 s 4.

## Résultats

### Finale
| Rang               | Athlète             | Pays             | Temps          | Notes |
| ------------------ | ------------------- | ---------------- | -------------- | ----- |
| Médaille d'or      | Lasse Virén         | Finlande         | 27 min 38 s 35 | WR    |
| Médaille d'argent  | Emiel Puttemans     | Belgique         | 27 min 39 s 58 |       |
| Médaille de bronze | Miruts Yifter       | Éthiopie         | 27 min 40 s 96 |       |
| 4                  | Mariano Haro        | Espagne          | 27 min 48 s 14 |       |
| 5                  | Frank Shorter       | États-Unis       | 27 min 51 s 32 |       |
| 6                  | David Bedford       | Royaume-Uni      | 28 min 05 s 44 |       |
| 7                  | Daniel Korica       | Yougoslavie      | 28 min 15 s 18 |       |
| 8                  | Abdelkader Zaddem   | Tunisie          | 28 min 18 s 17 |       |
| 9                  | Josef Jánský        | Tchécoslovaquie  | 28 min 23 s 59 |       |
| 10                 | Juan Martínez       | Mexique          | 28 min 44 s 08 |       |
| 11                 | Pavlo Andreiev      | Union soviétique | 28 min 46 s 27 |       |
| 12                 | Javier Álvarez (en) | Espagne          | 28 min 56 s 38 |       |
| 13                 | Paul Mose           | Kenya            | 29 min 02 s 87 |       |
| 14                 | Willy Polleunis     | Belgique         | 29 min 10 s 15 |       |
| 15                 | Mohammed Gammoudi   | Tunisie          | DNF            |       |

## Légende
Records et Performances
- AR : Record continental (area record)
- CR : Record des championnats (championship record)
- MR : Record du meeting (meet record)
- NR : Record national (national record)
- OR : Record olympique (olympic record)
- PR : Record paralympique (paralympic record)
- PB : Record personnel (personal best)
- SB : Meilleure performance personnelle de la saison (season's best)
- WL : Meilleure performance mondiale de l'année (world leader)
- WJR : Record du monde junior (world junior record)
- WR : Record du monde (world record)

Circonstances et Conditions
- DNF : N'a pas terminé (did not finish)
- DNS : N'a pas pris le départ (did not start)
- DQ : Disqualification (disqualification)
- NM : Aucun essai valable enregistré (No Mark)
- Q : Qualifié « directement » au prochain tour (ou à la prochaine compétition), lors d'une compétition majeure, grâce au classement ou à la réalisation des minima (automatic qualifier)
- q : Qualifié au prochain tour (ou à la prochaine compétition), lors d'une compétition majeure, grâce au repêchage ou à la réalisation de l'une des meilleures performances parmi celles des « non qualifiés directement » (grâce au meilleur temps ou à la meilleure distance par exemple) (secondary qualifier)